# Сент-Илер-де-Вильфранш (кантон)
Сент-Илер-де-Вильфранш (фр. Saint-Hilaire-de-Villefranche) — кантон во Франции, находится в регионе Пуату — Шаранта. Департамент кантона — Шаранта Приморская. Входит в состав округа Сен-Жан-д’Анжели. Население кантона на 2006 год составляло 4482 человек.
Код INSEE кантона 1728. Всего в кантон Сент-Илер-де-Вильфранш входят 10 коммун, из них главной коммуной является Сент-Илер-де-Вильфранш.

## Коммуны кантона
- Ожак — население 318 чел.
- Омань — население 655 чел.
- Отон-Эбеон — население 390 чел.
- Берклу — население 355 чел.
- Бризамбур — население 843 чел.
- Жюик — население 179 чел.
- Ла-Фредьер — население 75 чел.
- Нантийе — население 317 чел.
- Сент-Мем — население 230 чел.
- Сент-Илер-де-Вильфранш — население 1120 чел.